# 1363
Portal Geschichte | Portal Biografien | Aktuelle Ereignisse | Jahreskalender | Tagesartikel

◄ |
13. Jahrhundert |
14. Jahrhundert
| 15. Jahrhundert | ►

◄ |
1330er |
1340er |
1350er |
1360er
| 1370er | 1380er | 1390er | ►

◄◄ |
◄ |
1359 |
1360 |
1361 |
1362 |
1363
| 1364 | 1365 | 1366 | 1367 | ► | ►►
Staatsoberhäupter  · Nekrolog
| Januar | Januar | Januar | Januar | Januar | Januar | Januar | Januar |
| Kw     | Mo     | Di     | Mi     | Do     | Fr     | Sa     | So     |
| ------ | ------ | ------ | ------ | ------ | ------ | ------ | ------ |
| 52     |        |        |        |        |        |        | 1      |
| 1      | 2      | 3      | 4      | 5      | 6      | 7      | 8      |
| 2      | 9      | 10     | 11     | 12     | 13     | 14     | 15     |
| 3      | 16     | 17     | 18     | 19     | 20     | 21     | 22     |
| 4      | 23     | 24     | 25     | 26     | 27     | 28     | 29     |
| 5      | 30     | 31     |        |        |        |        |        |

| Februar | Februar | Februar | Februar | Februar | Februar | Februar | Februar |
| Kw      | Mo      | Di      | Mi      | Do      | Fr      | Sa      | So      |
| ------- | ------- | ------- | ------- | ------- | ------- | ------- | ------- |
| 5       |         |         | 1       | 2       | 3       | 4       | 5       |
| 6       | 6       | 7       | 8       | 9       | 10      | 11      | 12      |
| 7       | 13      | 14      | 15      | 16      | 17      | 18      | 19      |
| 8       | 20      | 21      | 22      | 23      | 24      | 25      | 26      |
| 9       | 27      | 28      |         |         |         |         |         |

| März | März | März | März | März | März | März | März |
| Kw   | Mo   | Di   | Mi   | Do   | Fr   | Sa   | So   |
| ---- | ---- | ---- | ---- | ---- | ---- | ---- | ---- |
| 9    |      |      | 1    | 2    | 3    | 4    | 5    |
| 10   | 6    | 7    | 8    | 9    | 10   | 11   | 12   |
| 11   | 13   | 14   | 15   | 16   | 17   | 18   | 19   |
| 12   | 20   | 21   | 22   | 23   | 24   | 25   | 26   |
| 13   | 27   | 28   | 29   | 30   | 31   |      |      |

| April | April | April | April | April | April | April | April |
| Kw    | Mo    | Di    | Mi    | Do    | Fr    | Sa    | So    |
| ----- | ----- | ----- | ----- | ----- | ----- | ----- | ----- |
| 13    |       |       |       |       |       | 1     | 2     |
| 14    | 3     | 4     | 5     | 6     | 7     | 8     | 9     |
| 15    | 10    | 11    | 12    | 13    | 14    | 15    | 16    |
| 16    | 17    | 18    | 19    | 20    | 21    | 22    | 23    |
| 17    | 24    | 25    | 26    | 27    | 28    | 29    | 30    |

| Mai | Mai | Mai | Mai | Mai | Mai | Mai | Mai |
| Kw  | Mo  | Di  | Mi  | Do  | Fr  | Sa  | So  |
| --- | --- | --- | --- | --- | --- | --- | --- |
| 18  | 1   | 2   | 3   | 4   | 5   | 6   | 7   |
| 19  | 8   | 9   | 10  | 11  | 12  | 13  | 14  |
| 20  | 15  | 16  | 17  | 18  | 19  | 20  | 21  |
| 21  | 22  | 23  | 24  | 25  | 26  | 27  | 28  |
| 22  | 29  | 30  | 31  |     |     |     |     |

| Juni | Juni | Juni | Juni | Juni | Juni | Juni | Juni |
| Kw   | Mo   | Di   | Mi   | Do   | Fr   | Sa   | So   |
| ---- | ---- | ---- | ---- | ---- | ---- | ---- | ---- |
| 22   |      |      |      | 1    | 2    | 3    | 4    |
| 23   | 5    | 6    | 7    | 8    | 9    | 10   | 11   |
| 24   | 12   | 13   | 14   | 15   | 16   | 17   | 18   |
| 25   | 19   | 20   | 21   | 22   | 23   | 24   | 25   |
| 26   | 26   | 27   | 28   | 29   | 30   |      |      |

| Juli | Juli | Juli | Juli | Juli | Juli | Juli | Juli |
| Kw   | Mo   | Di   | Mi   | Do   | Fr   | Sa   | So   |
| ---- | ---- | ---- | ---- | ---- | ---- | ---- | ---- |
| 26   |      |      |      |      |      | 1    | 2    |
| 27   | 3    | 4    | 5    | 6    | 7    | 8    | 9    |
| 28   | 10   | 11   | 12   | 13   | 14   | 15   | 16   |
| 29   | 17   | 18   | 19   | 20   | 21   | 22   | 23   |
| 30   | 24   | 25   | 26   | 27   | 28   | 29   | 30   |
| 31   | 31   |      |      |      |      |      |      |

| August | August | August | August | August | August | August | August |
| Kw     | Mo     | Di     | Mi     | Do     | Fr     | Sa     | So     |
| ------ | ------ | ------ | ------ | ------ | ------ | ------ | ------ |
| 31     |        | 1      | 2      | 3      | 4      | 5      | 6      |
| 32     | 7      | 8      | 9      | 10     | 11     | 12     | 13     |
| 33     | 14     | 15     | 16     | 17     | 18     | 19     | 20     |
| 34     | 21     | 22     | 23     | 24     | 25     | 26     | 27     |
| 35     | 28     | 29     | 30     | 31     |        |        |        |

| September | September | September | September | September | September | September | September |
| Kw        | Mo        | Di        | Mi        | Do        | Fr        | Sa        | So        |
| --------- | --------- | --------- | --------- | --------- | --------- | --------- | --------- |
| 35        |           |           |           |           | 1         | 2         | 3         |
| 36        | 4         | 5         | 6         | 7         | 8         | 9         | 10        |
| 37        | 11        | 12        | 13        | 14        | 15        | 16        | 17        |
| 38        | 18        | 19        | 20        | 21        | 22        | 23        | 24        |
| 39        | 25        | 26        | 27        | 28        | 29        | 30        |           |

| Oktober | Oktober | Oktober | Oktober | Oktober | Oktober | Oktober | Oktober |
| Kw      | Mo      | Di      | Mi      | Do      | Fr      | Sa      | So      |
| ------- | ------- | ------- | ------- | ------- | ------- | ------- | ------- |
| 39      |         |         |         |         |         |         | 1       |
| 40      | 2       | 3       | 4       | 5       | 6       | 7       | 8       |
| 41      | 9       | 10      | 11      | 12      | 13      | 14      | 15      |
| 42      | 16      | 17      | 18      | 19      | 20      | 21      | 22      |
| 43      | 23      | 24      | 25      | 26      | 27      | 28      | 29      |
| 44      | 30      | 31      |         |         |         |         |         |

| November | November | November | November | November | November | November | November |
| Kw       | Mo       | Di       | Mi       | Do       | Fr       | Sa       | So       |
| -------- | -------- | -------- | -------- | -------- | -------- | -------- | -------- |
| 44       |          |          | 1        | 2        | 3        | 4        | 5        |
| 45       | 6        | 7        | 8        | 9        | 10       | 11       | 12       |
| 46       | 13       | 14       | 15       | 16       | 17       | 18       | 19       |
| 47       | 20       | 21       | 22       | 23       | 24       | 25       | 26       |
| 48       | 27       | 28       | 29       | 30       |          |          |          |

| Dezember | Dezember | Dezember | Dezember | Dezember | Dezember | Dezember | Dezember |
| Kw       | Mo       | Di       | Mi       | Do       | Fr       | Sa       | So       |
| -------- | -------- | -------- | -------- | -------- | -------- | -------- | -------- |
| 48       |          |          |          |          | 1        | 2        | 3        |
| 49       | 4        | 5        | 6        | 7        | 8        | 9        | 10       |
| 50       | 11       | 12       | 13       | 14       | 15       | 16       | 17       |
| 51       | 18       | 19       | 20       | 21       | 22       | 23       | 24       |
| 52       | 25       | 26       | 27       | 28       | 29       | 30       | 31       |

| Januar | Januar | Januar | Januar | Januar | Januar | Januar | Januar |
| Kw     | Mo     | Di     | Mi     | Do     | Fr     | Sa     | So     |
| ------ | ------ | ------ | ------ | ------ | ------ | ------ | ------ |
| 52     |        |        |        |        |        |        | 1      |
| 1      | 2      | 3      | 4      | 5      | 6      | 7      | 8      |
| 2      | 9      | 10     | 11     | 12     | 13     | 14     | 15     |
| 3      | 16     | 17     | 18     | 19     | 20     | 21     | 22     |
| 4      | 23     | 24     | 25     | 26     | 27     | 28     | 29     |
| 5      | 30     | 31     |        |        |        |        |        |

| Februar | Februar | Februar | Februar | Februar | Februar | Februar | Februar |
| Kw      | Mo      | Di      | Mi      | Do      | Fr      | Sa      | So      |
| ------- | ------- | ------- | ------- | ------- | ------- | ------- | ------- |
| 5       |         |         | 1       | 2       | 3       | 4       | 5       |
| 6       | 6       | 7       | 8       | 9       | 10      | 11      | 12      |
| 7       | 13      | 14      | 15      | 16      | 17      | 18      | 19      |
| 8       | 20      | 21      | 22      | 23      | 24      | 25      | 26      |
| 9       | 27      | 28      |         |         |         |         |         |

| März | März | März | März | März | März | März | März |
| Kw   | Mo   | Di   | Mi   | Do   | Fr   | Sa   | So   |
| ---- | ---- | ---- | ---- | ---- | ---- | ---- | ---- |
| 9    |      |      | 1    | 2    | 3    | 4    | 5    |
| 10   | 6    | 7    | 8    | 9    | 10   | 11   | 12   |
| 11   | 13   | 14   | 15   | 16   | 17   | 18   | 19   |
| 12   | 20   | 21   | 22   | 23   | 24   | 25   | 26   |
| 13   | 27   | 28   | 29   | 30   | 31   |      |      |

| April | April | April | April | April | April | April | April |
| Kw    | Mo    | Di    | Mi    | Do    | Fr    | Sa    | So    |
| ----- | ----- | ----- | ----- | ----- | ----- | ----- | ----- |
| 13    |       |       |       |       |       | 1     | 2     |
| 14    | 3     | 4     | 5     | 6     | 7     | 8     | 9     |
| 15    | 10    | 11    | 12    | 13    | 14    | 15    | 16    |
| 16    | 17    | 18    | 19    | 20    | 21    | 22    | 23    |
| 17    | 24    | 25    | 26    | 27    | 28    | 29    | 30    |

| Mai | Mai | Mai | Mai | Mai | Mai | Mai | Mai |
| Kw  | Mo  | Di  | Mi  | Do  | Fr  | Sa  | So  |
| --- | --- | --- | --- | --- | --- | --- | --- |
| 18  | 1   | 2   | 3   | 4   | 5   | 6   | 7   |
| 19  | 8   | 9   | 10  | 11  | 12  | 13  | 14  |
| 20  | 15  | 16  | 17  | 18  | 19  | 20  | 21  |
| 21  | 22  | 23  | 24  | 25  | 26  | 27  | 28  |
| 22  | 29  | 30  | 31  |     |     |     |     |

| Juni | Juni | Juni | Juni | Juni | Juni | Juni | Juni |
| Kw   | Mo   | Di   | Mi   | Do   | Fr   | Sa   | So   |
| ---- | ---- | ---- | ---- | ---- | ---- | ---- | ---- |
| 22   |      |      |      | 1    | 2    | 3    | 4    |
| 23   | 5    | 6    | 7    | 8    | 9    | 10   | 11   |
| 24   | 12   | 13   | 14   | 15   | 16   | 17   | 18   |
| 25   | 19   | 20   | 21   | 22   | 23   | 24   | 25   |
| 26   | 26   | 27   | 28   | 29   | 30   |      |      |

| Juli | Juli | Juli | Juli | Juli | Juli | Juli | Juli |
| Kw   | Mo   | Di   | Mi   | Do   | Fr   | Sa   | So   |
| ---- | ---- | ---- | ---- | ---- | ---- | ---- | ---- |
| 26   |      |      |      |      |      | 1    | 2    |
| 27   | 3    | 4    | 5    | 6    | 7    | 8    | 9    |
| 28   | 10   | 11   | 12   | 13   | 14   | 15   | 16   |
| 29   | 17   | 18   | 19   | 20   | 21   | 22   | 23   |
| 30   | 24   | 25   | 26   | 27   | 28   | 29   | 30   |
| 31   | 31   |      |      |      |      |      |      |

| August | August | August | August | August | August | August | August |
| Kw     | Mo     | Di     | Mi     | Do     | Fr     | Sa     | So     |
| ------ | ------ | ------ | ------ | ------ | ------ | ------ | ------ |
| 31     |        | 1      | 2      | 3      | 4      | 5      | 6      |
| 32     | 7      | 8      | 9      | 10     | 11     | 12     | 13     |
| 33     | 14     | 15     | 16     | 17     | 18     | 19     | 20     |
| 34     | 21     | 22     | 23     | 24     | 25     | 26     | 27     |
| 35     | 28     | 29     | 30     | 31     |        |        |        |

| September | September | September | September | September | September | September | September |
| Kw        | Mo        | Di        | Mi        | Do        | Fr        | Sa        | So        |
| --------- | --------- | --------- | --------- | --------- | --------- | --------- | --------- |
| 35        |           |           |           |           | 1         | 2         | 3         |
| 36        | 4         | 5         | 6         | 7         | 8         | 9         | 10        |
| 37        | 11        | 12        | 13        | 14        | 15        | 16        | 17        |
| 38        | 18        | 19        | 20        | 21        | 22        | 23        | 24        |
| 39        | 25        | 26        | 27        | 28        | 29        | 30        |           |

| Oktober | Oktober | Oktober | Oktober | Oktober | Oktober | Oktober | Oktober |
| Kw      | Mo      | Di      | Mi      | Do      | Fr      | Sa      | So      |
| ------- | ------- | ------- | ------- | ------- | ------- | ------- | ------- |
| 39      |         |         |         |         |         |         | 1       |
| 40      | 2       | 3       | 4       | 5       | 6       | 7       | 8       |
| 41      | 9       | 10      | 11      | 12      | 13      | 14      | 15      |
| 42      | 16      | 17      | 18      | 19      | 20      | 21      | 22      |
| 43      | 23      | 24      | 25      | 26      | 27      | 28      | 29      |
| 44      | 30      | 31      |         |         |         |         |         |

| November | November | November | November | November | November | November | November |
| Kw       | Mo       | Di       | Mi       | Do       | Fr       | Sa       | So       |
| -------- | -------- | -------- | -------- | -------- | -------- | -------- | -------- |
| 44       |          |          | 1        | 2        | 3        | 4        | 5        |
| 45       | 6        | 7        | 8        | 9        | 10       | 11       | 12       |
| 46       | 13       | 14       | 15       | 16       | 17       | 18       | 19       |
| 47       | 20       | 21       | 22       | 23       | 24       | 25       | 26       |
| 48       | 27       | 28       | 29       | 30       |          |          |          |

| Dezember | Dezember | Dezember | Dezember | Dezember | Dezember | Dezember | Dezember |
| Kw       | Mo       | Di       | Mi       | Do       | Fr       | Sa       | So       |
| -------- | -------- | -------- | -------- | -------- | -------- | -------- | -------- |
| 48       |          |          |          |          | 1        | 2        | 3        |
| 49       | 4        | 5        | 6        | 7        | 8        | 9        | 10       |
| 50       | 11       | 12       | 13       | 14       | 15       | 16       | 17       |
| 51       | 18       | 19       | 20       | 21       | 22       | 23       | 24       |
| 52       | 25       | 26       | 27       | 28       | 29       | 30       | 31       |

## Ereignisse

### Politik und Weltgeschehen

#### Seerepubliken

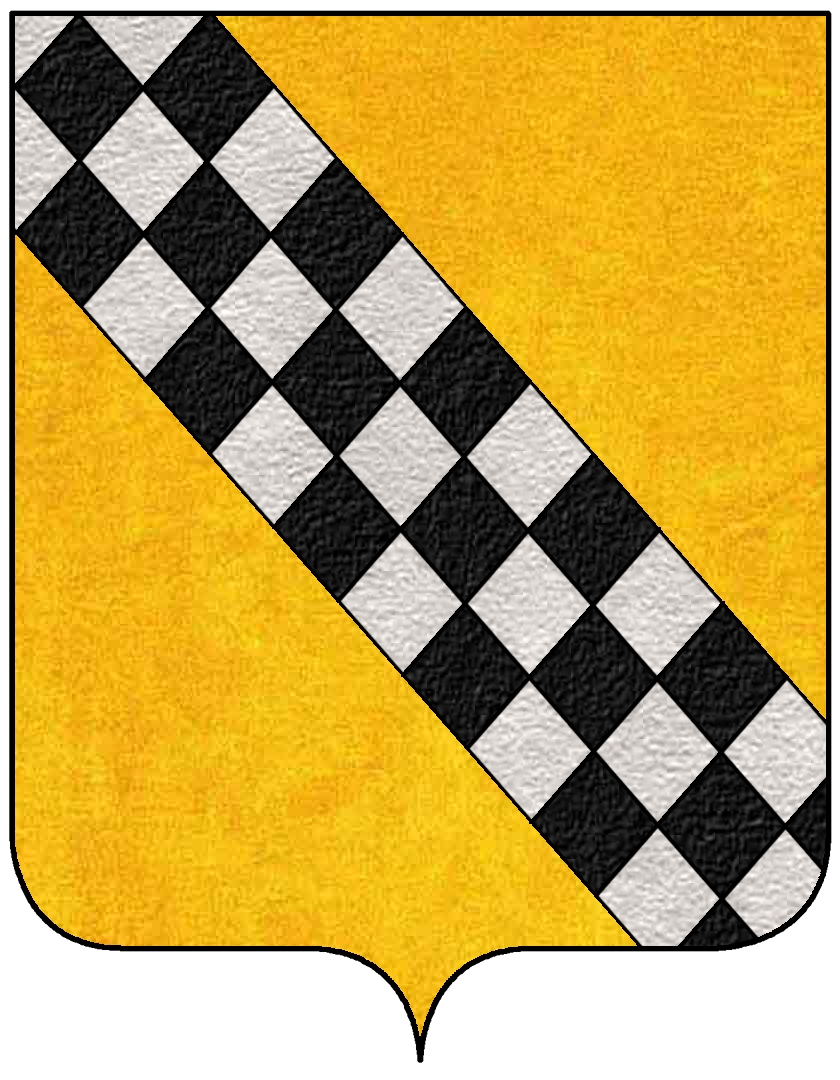
Wappen der Familie Adorno

- Simone Boccanegra wird während seiner zweiten Amtszeit als Doge von Genua vermutlich vergiftet. Zu seinem Nachfolger wird am 14. März Gabriele Adorno gewählt. Dieser erlässt eine Reihe von Gesetzen, um Regeln für die Zulassung zu Ämtern festzusetzen und die von den nichtadligen Bürgern Genuas über die alten aristokratischen Familien errungene Vormachtstellung auch künftig zu sichern. Daher muss er sich fortwährender Attacken der vertriebenen, von den Visconti Mailands unterstützten Adligen – z. B. der Spinola und Doria – erwehren, die ihre frühere Macht zurückzuerlangen suchen.
- 8. August: Die Weigerung der Kreter, einen jährlichen Extrazoll zur Reinigung des Hafens und der Ausbesserung der Dämme in der Hauptstadt Candia zu bezahlen, ruft die Republik Venedig zur Unterdrückung der Rebellion in diesem kolonialen Besitztum auf den Plan. Der bis 1366 dauernde Aufstand der venezianischen Siedler auf Kreta ist eine der schwersten Erschütterungen des venezianischen Kolonialreichs und führt zu einer Wirtschaftskrise.

#### Heiliges Römisches Reich

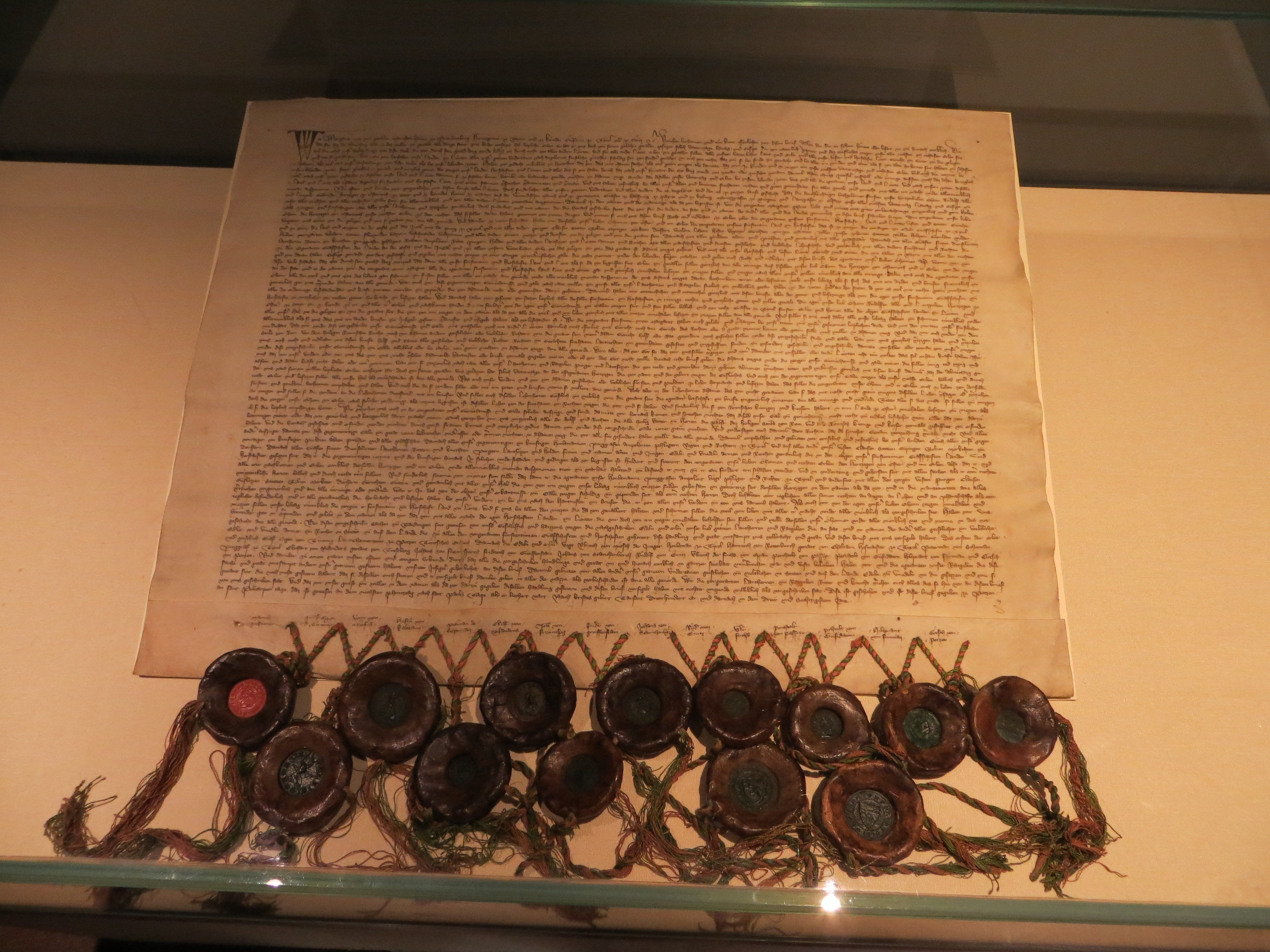
Urkunde der Übergabe von Tirol an die Habsburger, 1363

- 13. Januar: Meinhard III., Herzog von Oberbayern und Graf von Tirol, stirbt überraschend wahrscheinlich an einer Vergiftung. Da er keine Nachkommen überlässt, vererbt seine Mutter Margarete von Tirol gegen die Ansprüche von Meinhard VI. von Görz und der Wittelsbacher Tirol an Rudolf IV. von Habsburg, den Bruder ihrer Schwiegertochter. Oberbayern fällt entgegen der Vereinbarung im Landsberger Vertrag an Meinhards Onkel Stephan II. von Bayern-Landshut. Dieser lässt noch im gleichen Jahr auch Tirol besetzen.

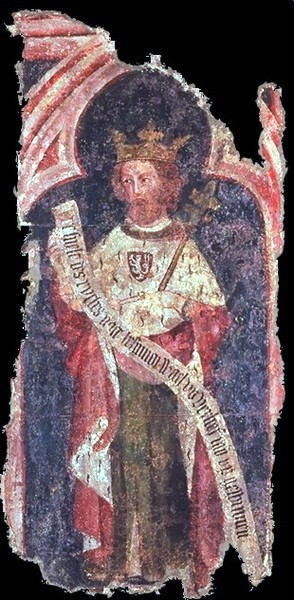
Karl IV., Fragment eines Wandgemäldes aus dem Hansasaal des Kölner Rathauses um 1360

- 21. Mai: Kaiser Karl IV. nimmt in Krakau die rund 30 Jahre jüngere Elisabeth von Pommern zu seiner vierten Frau. Damit löst er Elisabeths Großvater, den polnischen König Kasimir III. aus der Koalition seiner Gegner mit dem ungarischen König Ludwig I. und dem dänischen König Waldemar IV. heraus und verbessert auch die Beziehung zu den beiden letzteren, mit denen Elisabeth ebenfalls verwandt ist. Am 18. Juni wird Elisabeth in Prag zur böhmischen Königin gekrönt. Im September erhält sie die Städte Königsgrätz, Hohenmauth und Chrudim als Leibgedinge übertragen.
- 21. Juni: Adolf III. von der Mark, bisher Bischof von Münster, wird von Papst Urban V. an Stelle des am 13. Juni vom Domkapitel gewählten Johann von Virneburg als Erzbischof und Kurfürst von Köln eingesetzt. Adolf stößt allerdings bei seiner Amtsübernahme in Köln auf Widerstand Johanns, der sich weiter als Administrator des Erzbistums versteht. Erst nachdem Adolf die Schenkungen an die Verwandten Johanns anerkennt, gibt Johann nach. Er wird stattdessen Bischof von Münster. Damit der Verlust des Erzstifts nicht zu schmerzlich ausfällt, gesteht ihm der Papst für sechs Jahre weiterhin die Einkünfte eines Kölner Domdechanten zu.
- 6. September: Die Bergische Ämterverfassung wird in einer Urkunde überliefert. Zahlreiche Städte und Ämter werden darin erwähnt.

#### Frankreich
- Philipp der Kühne, Sohn von König Johann II. von Frankreich, wird mit dem Herzogtum Burgund belehnt.

#### Kaiserreich China
- 30. August bis 4. Oktober: Die chinesischen Rebellen von Zhu Yuanzhang besiegten die seines Rivalen Chen Youliang in der Seeschlacht auf dem Poyang-See. Die Schlacht trägt zum Aufstieg der Ming-Dynastie bei, die die Yuan-Dynastie fünf Jahre später ablöst. Sie zählt zu den größten Seeschlachten der Menschheitsgeschichte.

#### Urkundliche Ersterwähnungen
- Realp und Rübgarten werden erstmals in einer Urkunde erwähnt.

### Wirtschaft
- Die Bräustatt bey den Franziskanern in München wird erstmals urkundlich erwähnt.

### Wissenschaft und Technik
- Der französische Arzt Guy de Chauliac verfasst das medizinische Lehrbuch Chirurgia Magna.

### Religion, Kultur und Gesellschaft
- Der Magdeburger Dom (erste gotische Kirche Deutschlands, Baubeginn 1209; Westtürme erst 1520) wird geweiht.
- Orgellandschaft Sachsen-Anhalt: Die Orgel des Mönches und Halberstädter Orgelbauers Nikolaus Faber im Magdeburger Dom wird geweiht.
- Vicars Close, die ältesten Reihenhaussiedlung Großbritanniens, wird fertiggestellt.

## Geboren

### Geburtsdatum gesichert
- 14. Dezember: Jean Gerson, französischer Theologe († 1429)

### Genaues Geburtsdatum unbekannt
- Margarete von Bayern, Herzogin von Burgund († 1423 oder 1424)
- Jean de Montaigu, Berater der französischen Könige Karl V. und Karl VI. († 1409)
- Zeami Motokiyo, japanischer Dramatiker, Theoretiker und Schauspieler des Nō-Theaters († 1443)

### Geboren um 1363
- Antonio della Scala, Herr von Verona und Vicenza († 1388)

## Gestorben

### Todesdatum gesichert
- 13. Januar: Meinhard III., Herzog von Oberbayern und Graf von Görz und Tirol (* 1344)
- 23. Januar: Peter Kröll von Reichenhall, Bischof von Lavant
- 6. Februar: Heinrich III. von Braunschweig-Lüneburg, Bischof von Hildesheim (* um 1296)
- 10. Mai: Aldouin Alberti, Bischof von Maguelonne und Auxerre
- 15. Juli: Heinrich II. von Neuhaus, böhmischer Adeliger
- 23. August: Chen Youliang, chinesischer Gründer des Rebellenstaates Dahan (* 1320)
- 29. August: Philipp von Navarra, Graf von Longueville (* 1336)
- 21. Oktober: Hugues Roger, französischer Bischof (* 1293)
- 27. Oktober: Matthäus an der Gassen, Fürstbischof von Brixen (* um 1300)
- 28. Oktober: Lupold von Bebenburg, Bischof von Bamberg (* um 1297)
- 27. November: Teodossi von Tarnowo, bulgarischer Geistlicher und Gelehrter
- 10. Dezember: Elizabeth de Burgh, anglo-irische Adelige (* 1332)

### Genaues Todesdatum unbekannt

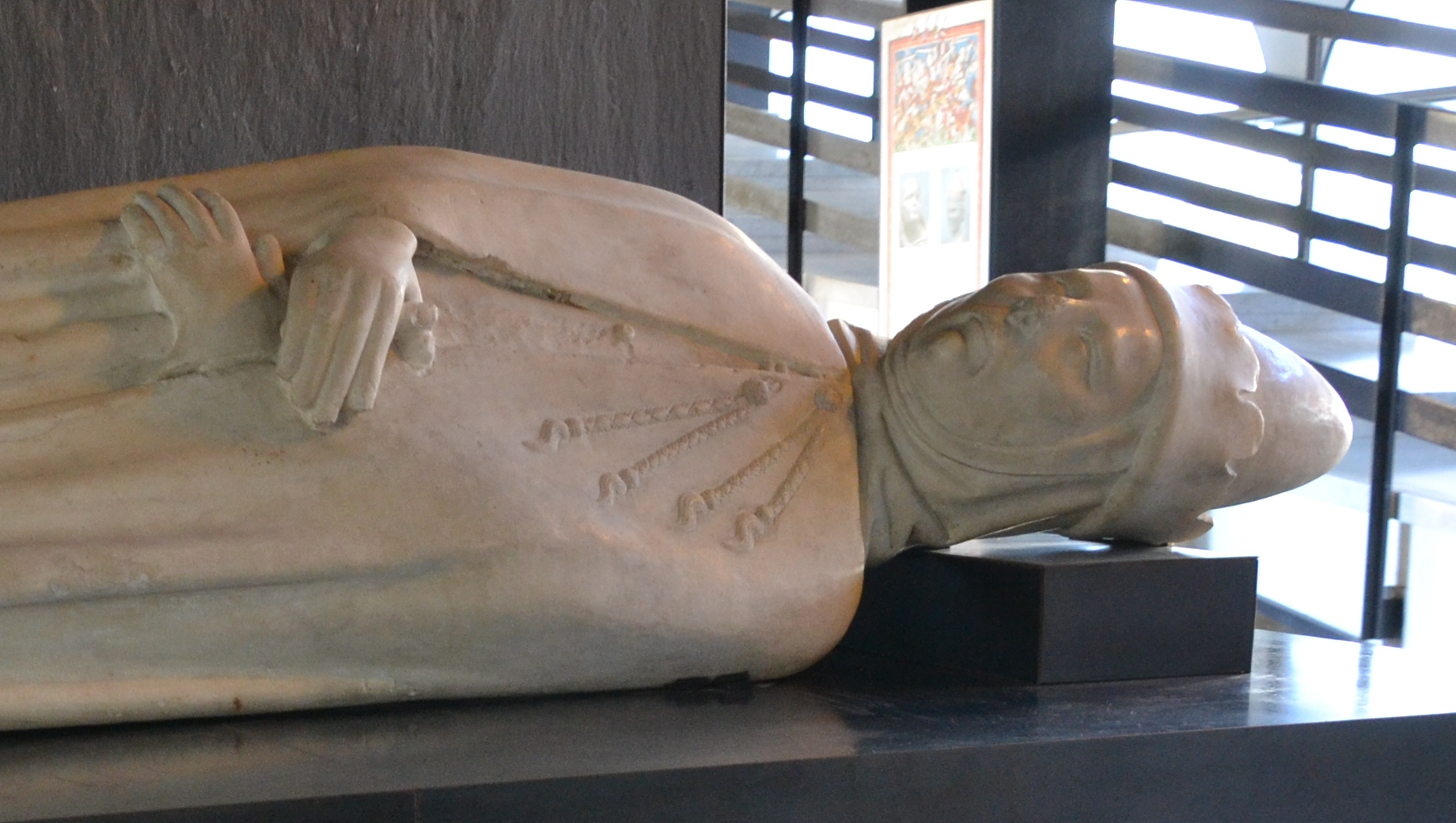
Grabskulptur Simone Boccanegras

- vor 14. März: Simone Boccanegra, erster und dritter Doge von Genua
- vor 12. Mai: Johannes Komnenos Asen, Herrscher von Valona
- zwischen 15. August und 21. September: Johann Wittenborg, Lübecker Kaufmann und Bürgermeister (* um 1321)
- Herbst: Blanche von Namur, Königin von Schweden und Norwegen (* um 1320)
- Spätherbst: Wicker Frosch, Frankfurter Patrizier, Geistlicher und Stifter (* vor 1300)
- Friedrich von Hutten, Landvogt in der Wetterau und Reichsschultheiß von Frankfurt am Main
- Gerhard von Ehrenberg, Bischof von Speyer
- Gottfried von Arnsberg, Bischof von Osnabrück (* um 1285)
- Herdis Torvaldsdatter, norwegische Großgrundbesitzerin (* um 1310)
- Johann I., Herr von Châtillon und Crécy, Großmeister von Frankreich (* 1283)
- Longchen Rabjam, Gelehrter und Person des tibetischen Buddhismus (* 1308)
- Ténoch, Aztekenherrscher (* 1299)
- Tughluk Timur, Khan des Östlichen Tschagatai-Khanats
- Matteo Villani, italienischer Kaufmann und Geschichtsschreiber (* um 1285)